# IRA Provisional
L'Exèrcit republicà irlandès provisional (en irlandès Óglaigh na hÉireann en anglès Provisional Irish Republican Army, PIRA, generalment conegut amb el nom de PIRA o "Provos") va ser una organització paramilitar republicana irlandesa que, de 1969 a 1997, va intentar fer caure els governs d'Irlanda del Nord i la República d'Irlanda i reemplaçar-los per un Estat socialista sobirà sobre tota l'illa d'Irlanda (Éire Nua, Nova Irlanda).
L'organització estava prohibida a la República d'Irlanda i es troba igualment inclosa a la llista oficial d'organitzacions terroristes del Regne Unit i a la Llista d'Organitzacions Terroristes Estrangeres del Departament d'Estat dels EUA.
Considerada la més poderosa organització republicana del Conflicte nord-irlandès, l'IRA Provisional és sospitós de ser responsable de la mort de 1.824 persones entre juliol de 1969 i desembre de 2001. 275 membres del grup van morir durant els Troubles.
Com totes les altres organitzacions que s'han anomenat també IRA, els Provisionals es defineixen, en el transcurs dels seus anuncis públics i de les discussions internes, com a Óglaigh na hÉireann (literalment "Voluntaris d'Irlanda "), el títol gaèlic oficial de les Forces de Defensa Irlandeses.

## Herència de l'IRA
Nascut, com l'Official Irish Republican Army, d'aquella part de l'Exèrcit Republicà Irlandès (IRA) que s'oposava al Tractat angloirlandès, l'IRA provisional és vist com una continuació de l'Exèrcit Republicà Irlandès (l'Exèrcit de la República irlandesa 1919-1921) que va combatre durant la Guerra Angloirlandesa.
Els coneguts com a republicans oficials van prendre el control de l'IRA en 1962 creient en una estratègia no violenta. Els primers actes de violència del Conflicte nord-irlandès van ser fets pels lleialistes, de l'Ulster Volunteer Force, fundat el 1966, però són sovint atribuïts, en aquell temps, a l'Irish Republican Army.

## Història

### 1969: escissió
Després del fracàs de la Campanya de les fronteres que havia començat en 1956, el 1962 hi havia dues faccions en el moviment republicà; la facció "Curragh" formada per homes més grans de l'IRA que havien complert condemnes de presó junts al Camp de Curragh, com Paddy McLogan, que afavorien el tradicionalisme i controlaven el Sinn Féin, i una facció de membres més joves d'esquerra com Ruairí Ó Brádaigh i Cathal Goulding, que controlaven el Consell de l'Exèrcit de l'IRA després de les eleccions posteriors a la Campanya de les fronteres. La facció de Curragh volia declarar públicament que el Sinn Féin no havia participat en la cancel·lació de la Campanya de les fronteres i se'ls va dir en durs termes que no haurien de fer-ho per no afeblir la decisió, i que tanmateix el Sinn Féin mai no hauria tingut cap influència, que només era del Consell de l'Exèrcit de l'IRA. A més, l'IRA va deixar clar que a parer seu el Sinn Féin havia de respondre a l'IRA, i no al revés. Aquesta dura posició de l'IRA va alienar la facció de Curragh i molts d'ells, inclosos McLogan i Tony Magan, van abandonar el Sinn Féin en protesta. John Joe McGirl va proposar Ruairí Ó Brádaigh com a nou líder del Sinn Féin vaacceptar. Al setembre de 1962, Cathal Goulding va succeir a Ó Brádaigh com a Cap d'Estat Major de l'IRA, deixant la nova guàrdia ara controlant tant el Sinn Féin com l'IRA.
Les dues faccions de l'IRA van iniciar els contactes amb altres organitzacions armades internacionals, el 1968 es van vendre armes al Free Wales Army per aconseguir fons, i van començar els entrenaments de militants a Jordània. L'estiu de 1969, diversos disturbis entre catòlics i protestants sacsegen Irlanda del Nord, i obliguen a intervenir l'Exèrcit britànic per separar les dues comunitats. L'IRA no va reaccionar i no va defensar la minoria catòlica com havia fet tradicionalment, atès que la direcció de Cathal Goulding, llavors Cap d'Estat Major, privilegiava l'acció política a l'acció militar.
El 24 d'agost de 1969, a Andersonstown, es reuneixen secretament diversos partidaris d'un rearmament de l'organització, tant de veterans (Billy McKee, Joe Cahill, Leo Martin) com de nous (Séamus Twomey, Gerry Adams). Amb el suport de la majoria de les unitats de l'IRA a Belfast, aquest grup formula un ultimàtum el 22 de setembre a Cathal Goulding i a la plana major de l'organització, als quals s'acusa de traïció i se'ls ordena que pleguin. A mitjans de desembre, la Convenció general extraordinària de l'IRA, reunida en un poble de la República d'Irlanda i formada principalment per seguidors de Cathal Goulding, decideix posar fi a l'abstencionisme que caracteritza, des dels seus començaments, el moviment republicà i formar un Front d'alliberament nacional amb l'extrema esquerra. Seán Mac Stíofáin, cap d'informació de la brigada de Belfast, refusa aquestes mocions i reuneix una nova convenció a Belfast poc temps després, que farà efectiva l'escissió. La nova organització pren el nom de Provisional Irish Republican Army i designa Seán Mac Stíofáin com a Cap d'Estat major, mentre que els partidaris de Cathal Goulding se'ls anomena Official Irish Republican Army o bé National Liberation Front en to de burla. L'11 de gener de 1970, l'Ard Fheis (nom gaèlic del congrés del partit del Sinn Féin celebrat a Dublín) dona suport, per 154 vots contra 104, a la línia política seguida pels "Oficials". Els seus opositors formen llavors el Sinn Féin provisional, mentre que els seus partidaris es reanomenen Sinn Féin Oficial. Ruairí Ó Brádaigh esdevé president del Sinn Féin provisional.
Si bé a República d'Irlanda, els Volunteers es queden a l'IRA Oficial, a Irlanda del Nord els Provisionals arrepleguen 27 companyies (cadascuna composta amb un nombre de membres que oscil·la entre 12 i 40). En total, després de l'escissió, els Provisionals no arriben a 500 membres i amb les seves armes només poder armar-ne uns 200.

### 1970-1971: de la defensa dels guetos a l'atac contra la presència britànica
Quan té lloc la primera reunió del comandament, a començaments del 1970, l'IRA Provisional es fixa tres objectius: preparar la defensa dels guetos catòlics, principalment nacionalistes, durant l'estiu (moment de les exhibicions de l'Orde d'Orange i dels Apprentice Boys of Derry), replicar en cas d'agressió de l'Exèrcit Britànic contra els barris nacionalistes i finalment, preparar una futura ofensiva que apuntava a posar fi a la presència britànica a Irlanda.
Tanmateix, les relacions entre el PIRA i l'Exèrcit britànic, arribat per protegir els catòlics del risc de pogroms, no són dolentes al començament de l'any 1970. El retorn de les violències sectàries i policíaques en el transcurs de la primavera, i en particular l'actitud de les forces de l'ordre en el moment d'un aixecament legitimista a Ballymurphy durant les commemoracions de l'Alçament de Pasqua, empeny la població catòlica a demanar l'ajuda de l'IRA provisional per a la seva protecció. El 27 de juny, els catòlics de Short Strand, un barri de Belfast, demanen l'IRA que intervingui per protegir una església amenaçada per aixecaments lleialistes. Aquesta primera acció de l'IRA provisional, anomenada batalla de Saint Matthew, pel nom de l'església, va fer tres morts, entre els quals el primer Volunteer mort durant el conflicte.
A la primavera, David O'Connell és enviat a Nova York per reactivar les xarxes de la diàspora irlandesa. Així doncs, l'abril de 1970, es funda l'Irish Northern Aid Committee (NORAID) que, tot i que oficialment era per donar suport a la lluita política dels republicans, realment tenia com a objectiu el finançament per la compra d'armes. Durant l'any 1970, l'IRA provisional es va equipar amb fusells i fusells d'assalt FN Herstal i carrabina M1. A partir del mes d'agost, llança una campanya de sabotatges econòmics mitjançant atemptats amb bomba. Si bé encara vacil·la a l'hora d'atacar l'exèrcit britànic, l'11 d'agost mata dos policies de la Royal Ulster Constabulary. A més, estén la seva acció a una activitat de policia en la comunitat catòlica, tant contra la delinqüència com contra la col·laboració amb els britànics. Al setembre, Seán Mac Stíofáin és escollit de nou al capdavant de l'organització, mentre que Tom Maguire, l'últim supervivent del primer Dáil Éireann, que va llançar la Guerra d'independència irlandesa, dona el seu suport al Sinn Féin Provisional.
A començaments de l'any 1971, l'Exèrcit Britànic comença converses amb l'IRA Provisional, tot esperant que limiti la violència als guetos catòlics que controla (Andersonstown, Clonard, Ballymurphy, New Lodge i Ardoyne). Però al febrer, l'Exèrcit reocupa aquests barris i el 6 d'aquest mes, l'IRA abat el primer soldat britànic del conflicte, durant uns aldarulls a Belfast, sense que fos objectiu del seu atac. Després de la represa de les operacions de patrullatge per part de l'Exèrcit Britànic, se succeeix un enfrontament entre l'IRA Oficial i l'IRA provisional. El 9 d'agost, el nou Primer Ministre d'Irlanda del Nord, Brian Faulkner, introdueix l'internament previst per la Special Powers Act després de l'Operació Demetrius, que apunta específicament al camp republicà.
Els atemptats de l'IRA provisional apunten llavors cap a objectius econòmics i ja no atacaran més, directament i sistemàtica, l'Exèrcit Britànic i la RUC fins a la fi de l'any 1971. El 5 de setembre, l'organització proposa un pla de pau als britànics que resta sense resposta.
Amb el suport actiu de la població catòlica d'Irlanda del Nord, i el finançament a partir de robatoris i els fons que recull la NORAID als Estats Units. l'IRA Provisional multiplica les operacions de guerrilla rural i urbana. Entre 1971 i 1972, incrementa els vincles amb el Front Popular per a l'Alliberament de Palestina, Fatah, el Front d'Alliberament Popular del Golf Aràbic Ocupat, Euskadi Ta Askatasuna (ETA) i el Front d'Alliberament de Bretanya (amb aquestes dues últimes organitzacions va signar un comunicat comú en març de 1971). L'organització del tràfic d'armes que prové dels Estats Units proveeix, d'ara endavant, l'organització amb fusells Armalite. Convençuts de llur victòria propera, els republicans anomenen 1972 l'«any de la victòria»

### 1972: Bloody Sunday i alto el foc
El 17 de gener de 1972, set internats van escapar del vaixell-presó HMS Maidstone nedant, cosa que va fer que fossin sobrenomenats els "set magnífics". El 30 de gener, el 1r batalló paracaigudista de l'Exèrcit britànic dispara sobre una marxa pacifista de la Northern Ireland Civil Rights Association, i causa la mort de 14 persones. Aquest fet serà conegut amb el nom de Bloody Sunday. Suposadament, els soldats haurien replicat a trets de l'IRA, però tant els membres de l'IRA Provisional com de l'IRA Oficial havien acudit a la manifestació sense armes. Aquest esdeveniment dona una publicitat inesperada a la causa irlandesa i reforça les files de l'IRA Provisional.
El 10 de març, l'IRA Provisional anuncia un alto el foc de 72 hores, i demana la retirada de l'Exèrcit britànic, l'abolició del Parlament d'Irlanda del Nord i l'amnistia dels republicans empresonats a Irlanda i al Regne Unit. El dia 13 Harold Wilson, Joe Haine i Merlyn Rees s'atansen a Dublin i es reuneixen secretament amb David O'Connell, Joe Cahill i John Kelly a la casa del Teachta Dála John O'Connell, però les converses s'aturen bruscament. Quatre dies després de l'explosió mortal d'un cotxe-bomba del PIRA a Belfast, el 24 de març, s'introdueix el Direct Rule a Irlanda del Nord. El 31 de maig, Joe Cahil i Ruairí Ó Brádaigh són detinguts a Irlanda.
L'OIRA declara un alto el foc en 29 de maig de 1972. i el 13 de juny, en una conferència de premsa a Derry, l'IRA Provisional proposa de cessar tota activitat militar si el Secretari d'Estat per a Irlanda del Nord William Whitelaw accepta de reunir-se amb els seus representants. Aquest ho refusa públicament, però les negociacions continuen en secret. El 22 de juny, l'IRA provisional anuncia un alto el foc, que començarà el 26 de juny a mitjanit. S'organitzen converses secretes: el 7 de juliol Seán Mac Stíofáin, Séamus Twomey, Ivor Bell, Dáithí Ó Conaill, Gerry Adams i Martin McGuinness per part dels republicans i William Whitelaw, Paul Channon, Philip Woodfield i Frank Steele per part dels britànics es troben a Londres. Es posa damunt la taula, com a condició per a la continuació de la treva, l'Special Category Status, un estatut polític per als presoners paramilitars.
A finals de l'any 1972, es produeixen moltes detencions que toquen de ple la direcció del moviment republicà: Maire Drumm, Seán Mac Stíofáin (reemplaçat en el lloc de Cap de l'Estat Major per Ruairí Ó Brádaigh), Martin McGuinness, Joe Cahill, Séan Ó Brádaigh i Ruairí Ó Brádaigh. Malgrat aquestes detencions i els conflictes entre l'ala conservadora i l'ala esquerrana de l'IRA Provisional, l'organització s'abasteix de noves armes: llança-granades RPG-7, morters, fusells AR-17.

### 1973-1976: extensió, repressió i treva
Després de les onades de detencions de finals de 1972 i de tot el 1973, el Consell de l'Exèrcit va triar de transformar l'estructura del grup per protegir-lo de la repressió i de la infiltració. Es conserva l'organització paramilitar en brigades, però es creen petites cèl·lules de tres o quatre persones, més dividides. Aquest canvi es fa progressivament durant la segona meitat dels anys 70. Séamus Twomey esdevé Cap de l'Estat Major després de la detenció de Joe Cahill, però és reemplaçat per Éamonn O'Doherty després de la seva pròpia detenció al setembre de 1973, però recupera el lloc el 1974. Dáithí Ó Conaill i Séamus Twomey endeguen una orientació cap a l'esquerra, tot i mantenir una activitat armada.
Si en el moment de la vaga lleialista del febrer de 1973, el PIRA tracta de convèncer els lleialistes que llurs objectius són els mateixos, en la de 1974, organitza la protecció del barris catòlics contra possibles pogroms. L'any 1973, fa aparèixer a Irlanda un llibre, prohibit, Freedom Struggle. Tant l'IRA provisional com el govern britànic reconeixen la impossibilitat d'una victòria militar, però mentre que els PIRA vol empènyer la Gran Bretanya a negociar una treva, els britànics intenten desviar els republicans i els nacionalistes moderats de la violència El 31 d'octubre de 1973 l'ex cap de gabinet Seamus Twomey, Joe B. O'Hagan i Kevin Mallon van escapar de la presó de Mountjoy a Dublín quan un helicòpter segrestat va aterrar al pati de la presó.
El poder militar de l'organització millora amb míssils terra-aire 9K32 Strela-2 i detonadors a distància, l'IRA provisional intenta, després del Bloody Friday, limitar al màxim les víctimes civils (els britànics intercepten el 1976 el senyal d'aquests detonadors, i fan esclatar les bombes abans d'hora). El 28 de març de 1973, Joe Cahill és interceptat amb el vaixell Claudia a Irlanda. El vaixell transporta 5 tones d'armes, municions i explosiu, provinents de Líbia.
A més d'atemptats amb bomba i atacs contra la policia i l'exèrcit a Irlanda del Nord, el PIRA llança un seguit d'operacions que demostren el seu suport popular: desfilada amb armes a Andersonstown el febrer de 1974, blocatge dels eixos viaris de Belfast el 9 d'abril de 1974, vaga al sector de l'electricitat a Newry l'agost de 1974, etc. Al sud del comtat d'Armagh, l'IRA provisional es mostra particularment actiu (de vegades utilitza el sobrenom de South Armagh Republican Action Force), fins al punt que aquella zona rebrà el sobrenom de República lliure de South Armagh. En el marc d'una òptica de desmoralització, crea el British Deserters Group el qual organitza la fugida cap a Suècia dels desertors de l'exèrcit britànic. Quan l'organització és encara legal a Gran Bretanya, el Consell de l'Exèrcit decideix d'apuntar a Londres a principis de l'any 1973. Si bé la primera bomba esclata el 8 de març, la campanya d'atemptats no comença realment fins a l'agost de 1973 (atemptats dels pubs de Birmingham, atemptats dels pubs de Guildford, etc.)
El 1974, molts presos responsables d'atemptats a Londres, entre els quals les germanes Dolours i Marian Price, endeguen una vaga de fam. El 3 de juny, un d'ells mor a la Presó de Parkhurst després d'haver estat alimentat a la força. El 6 de novembre, 33 presoners van intentar escapar de Long Kesh després de cavar un túnel. Amb la política de criminalització i la fi de l'Special Category Status l'1 de març de 1976, els presos republicans, principalment els membres de l'IRA provisional, comencen la Blanket protest, i refusen de portar l'uniforme dels presos de dret comú. Dinou membres de l'IRA van escapar de la presó de Portlaoise el 18 d'agost de 1974 després de superar els guàrdies i fer servir gelignita per fer esclatar les portes.
El desembre de 1974, membres del clergat protestant, es reuneixen amb la direcció de l'IRA provisional, entre els quals Séamus Twomey i Dáithí Ó Conaill per intentar de decidir-los a posar fi a la seva campanya militar. El 22 de desembre, l'organització declara un alto el foc d'11 dies (que s'estendrà de fet fins al 16 de gener), i proposa converses amb el govern britànic. Tenen lloc trobades secretes entre representants del govern i del Sinn Féin. L'IRA Provisional accepta una treva bilateral el dia 8o el 9Segons Richard English</ref> de febrer. Durant les trobades, Michael Oatley i James Allan representen els britànics, Ruairí Ó Brádaigh i Billy McKee el Consell de l'Exèrcit. Els assassinats sectaris des del mes d'abril enterboleixen la treva, que només existirà de nom al mes de setembre. Les trobades entre el PIRA i els britànics cessen el 10 de febrer de 1976.

### 1977-1990: conflicte delsH-Blocksi electoralisme
La Blanket protest s'intensifica en els H-Blocks (sobrenom dels edificis en forma d'«H» de la Presó de Maze, construïts per rebre els presoners paramilitars després de la fi de l'Special Category Status); aquesta protesta aplegarà uns 150 presos el 1977 i el doble l'any següent. El març de 1978, els presos decideixen d'endegar una nova acció, una vaga de la higiene, anomenada Dirty protest. El 1979, hi participen prop de 500 presos. Després d'una primera vaga de fam, iniciada el 27 d'octubre de 1980 per part de membres de l'IRA Provisional i de l'Irish National Liberation Army, que desemboca en un acord oficiós entre la Northern Ireland Office i l'IRA Provisional, s'endega una segona vaga de fam, l'1 de març de 1981, aquest cop per Bobby Sands, un oficial de l'organització. El conflicte dels presos republicans ateny amb això una dimensió internacional, reforçada per la intransigència de la primera ministra Margaret Thatcher. El 10 d'abril, Bobby Sands és elegit membre de la Cambra dels Comuns i l'11 de juny, Kieran Doherty és elegit Teachta Dála, la qual cosa demostra que la causa dels presos gaudeix de suport popular. Tots dos moriran, junt amb altres nou presos durant la vaga de fam. Durant els set mesos de vaga, l'IRA provisional acaba amb la vida de 40 persones (cinc d'elles civils). Els funcionaris de presons es converteixen en «objectius legítims».
El 25 de setembre de 1983 després de prendre el control del bloc d'alta seguretat H7 de la presó de Maze 38 reclusos de l'IRA van fugir en una furgoneta de la presó de Maze després de mesos de preparació. Va ser la major escapada del Regne Unit i la II. Des de la Guerra Mundial, la més gran d'Europa, la vergonya del govern de Margaret Thatcher.
A mitjans dels anys 1980, el subministrament d'armes que prové dels Estats Units es complica després de la captura a Irlanda del Marita Ann el 29 de setembre del 1984. L'IRA Provisional es forneix d'ara endavant amb els enviaments que li farà el president libi Moammar al-Gaddafi. L'agost del 1985, el Kula els aporta set tones d'armes i de municions, entre les quals 70 AK-47 i pistoles Forjas Taurus. Deu mesos més tard, aconsegueix de Líbia deu tones d'armes, entre les quals 100 AK-47 i 10 metralladores. En el seu tercer viatge, al juliol de 1987, aconsegueixen 14 tones d'armes, entre les quals es troben míssils superfície-aire. El 27 o el 30 d'octubre de 1987, l'Eksund és interceptat a Bretanya, en el seu retorn de Líbia. El seu carregament de 150 tones comprèn 20 míssils terra-aire 9K32 Strela-2, 1000 AK-47, metralladores pesades, morters, Semtex, granades, etc. Almenys fins al 1982, l'Organització per a l'Alliberament de Palestina (OAP) el va fornir amb llança-granades.
Els Provisionals prossegueixen amb la seva campanya d'atemptats amb bomba. El 17 de febrer de 1978, una bomba incendiària explota a Belfast i acaba amb la vida de 12 civils que no eren el seu objectiu. Després d'aquestes morts imprevistes i les crítiques rebudes per aquesta acció, el PIRA demana perdó i abandona l'ús de bombes incendiàries. Sense deixar d'actuar a Gran Bretanya, estén les seves activitats a la resta d'Europa a partir de 1978, i pren com a objectiu les bases britàniques a Alemanya Occidental, Bèlgica o fins i tot als Països Baixos. A finals dels anys 1970, decideix atemptar contra personalitats de primer pla. El febrer de 1979, Richard Sykes, ambaixador britànic als Països Baixos, és assassinat. El 27 d'agost, el vaixell de Lluís Mountbatten, oncle de la Reina d'Anglaterra, explota al llarg de Mullaghmore a Irlanda i el mateix dia, l'IRA va matar 18 soldats britànics a Warrenpoint al Comtat de Down, i el Taoiseach Jack Lynch va discutir una revisió radical de la seguretat i una major cooperació transfronterera amb la nova primera ministra britànica, Margaret Thatcher, dimitint poc després.
El 16 d'octubre del 1984, els Provisionals fan l'atemptat del Grand Hotel de Brighton, on estava reunit el Partit Conservador; en aquest atemptat Margaret Thatcher se salva per ben poc, atès que l'IRA l'havia condemnada a mort després de la vaga de fam del 1981. El 25 d'abril de 1987, una bomba acaba amb la vida de Maurice Gibson, jutge del Tribunal d'Apel·lacions i la seva dona. El 6 de març del 1988, tres volunteers desarmats són abatuts per l'Special Air Service a Gibraltar, l'anomenada Operació Flavius. Llurs execucions rellancen la polèmica sobre una possible política de tirar a matar del govern britànic. Quan van ser enterrats, deu dies més tard, un membre de l'Ulster Defence Association (UDA) va atacar els assistents al cementiri de Milltown, causant tres morts i diversos ferits. Durant l'enterrament de les victimes de l'atac, tres dies més tard, dos caporals britànics vestits de civil, confosos amb membres de l'Special Air Service (SAS) o amb lleialistes, són apartats de la comitiva i abatus per l'IRA Provisional.
Els Caps d'Estat Major se succeeixen: Séamus Twomey és arrestat el 3 de desembre del 1977. És reemplaçat per Gerry Adams o Brian Keenan. Martin McGuinness és nomenat per a aquest lloc en 1978 o 1979. El 1982, Ivor Bell el reemplaça durant un any, i després Kevin McKenna esdevé Cap d'Estat Major fins al 1989, data en la qual Martin McGuinness reprèn la direcció de l'organització. A partir de 1981, les forces de seguretat britàniques «retornen» molts membres de l'IRA provisional. Anomenats supergrass (súper-confidents), permeten onades de detencions en el camp republicà, com la d'Ivor Bell, Cap de l'Estat Major, en 1983.
El 20 de setembre del 1986, la Convenció general de l'exèrcit es reuneix per primer cop des de la seva fundació. El 14 d'octubre, un comunicat anuncia el manteniment d'una política de lluita armada, però sobretot obre la via a la fi de l'abstencionisme que caracteritza, no obstant això, el moviment republicà des dels seus orígens. El Ard-Fheis del Sinn Féin, el 2 de novembre, dona suport a aquesta transició cap a l'electoralisme A finals dels anys 1980, el Social Democratic and Labour Party, nacionalista moderat, intenta de presuadir el Sinn Féin perquè desarmi l'IRA Provisional mentre que el Secretari d'Estat per a Irlanda del Nord Peter Brooke apunta que es podran obrir converses amb l'IRA si s'anuncia un alto el foc.

### 1991-2005: procés de pau i desarmament

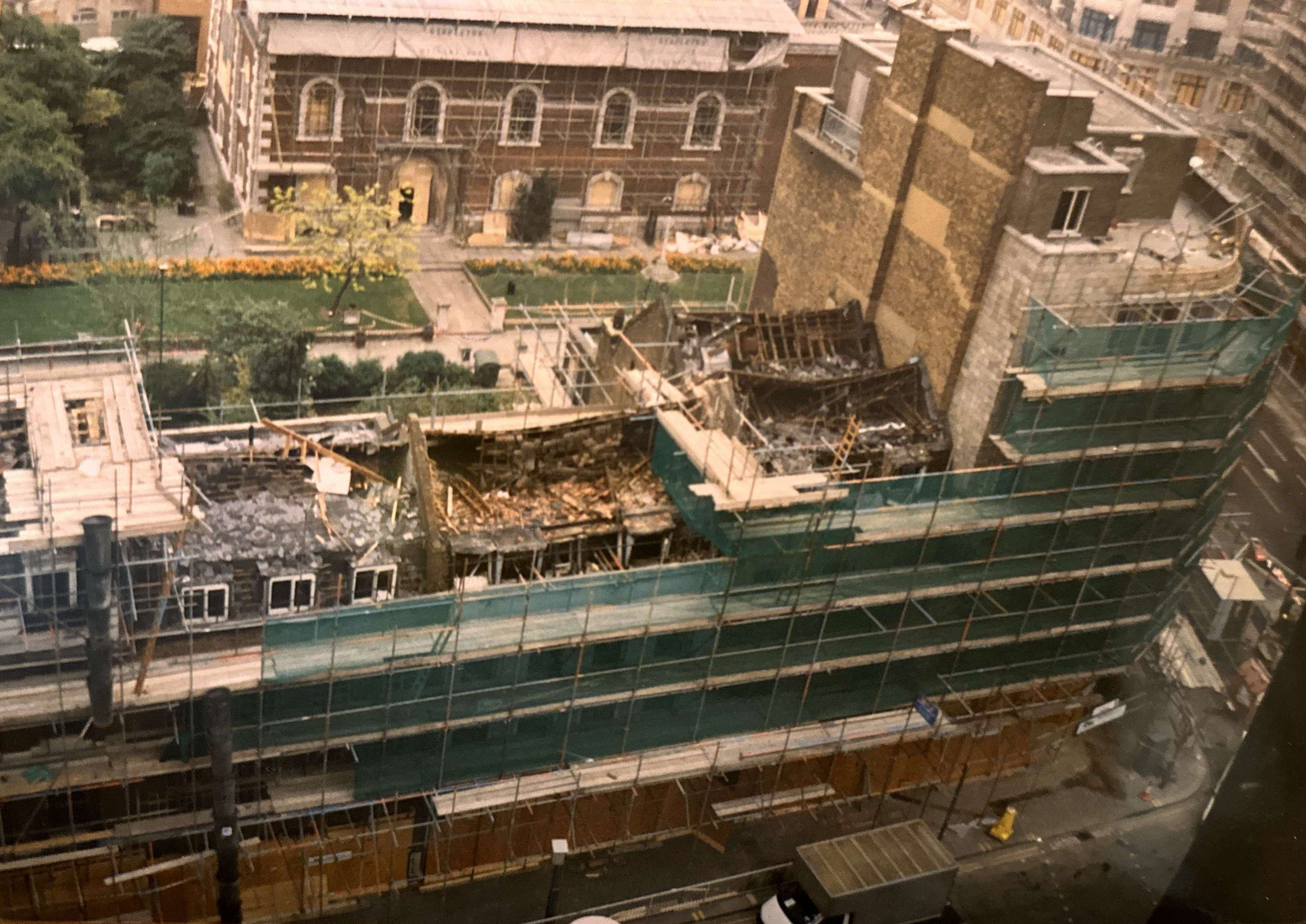
Atemptat de Bishopsgate

El PIRA va llançar una campanya renovada a Londres el 1990. El 7 de febrer la residència del Primer Ministre britànic, el 10 Downing Street, és l'objectiu d'un atac amb morters, tot un advertiment dels Provisionals a John Major, que havia substituït Margaret Thatcher. Al maig, un soldat d'un centre de reclutament de l'exèrcit va ser assassinat per una bomba a Wembley, mentre que cinc van resultar ferits en una explosió similar a Eltham. Al juny de 1990, les bombes de l'Honorable Artillery Company i el Carlton Club van ferir 19 i 20 persones respectivament, i el 20 de juliol de s'atacà l'edifici de la borsa de Londres. L'organització declarà un alto el foc de tres dies durant el Nadal de 1990.

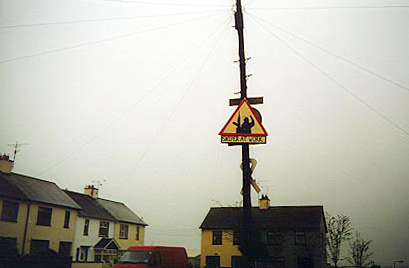
Rètol Sniper at work a Crossmaglen

A la dècada de 1990, l'IRA va restringir les patrulles a peu de l'exèrcit britànic prop de Crossmaglen amb dos equips de franctiradors que atacaven les patrulles de l'exèrcit britànic i la RUC amb fusells de precisió Barrett M82. Els franctiradors van matar un total d'onze membres de les forces de seguretat entre soldats i agents. El gener del 1991 es van iniciar trobades secretes entre l'IRA Provisional i el govern britànic.
El 1992, el PIRA llança una campanya d'atemptats amb bomba a Anglaterra que inclou els atemptats de Warrington, l'atemptat de Bishopsgate o l'atemptat de Bournemouth. Continua també amb les seves operacions a Irlanda del Nord. El 23 d'octubre del 1993, una bomba dirigida a una reunió dels Ulster Freedom Fighters en un despatx de l'Ulster Defence Association esclata sobre Shankill Road, en un barri protestant de Belfast, i fa 10 morts, 9 civils protestants i un dels que havia posat la bomba.
El 15 de desembre de 1993 el primer ministre del Regne Unit, John Major, i el Taoiseach irlandès Albert Reynolds van fer una declaració conjunta a l'oficina del primer ministre britànic al número 10 de Downing Street, coneguda com la Declaració de Downing Street en la que els dos mandataris manifestaven tant el dret del poble d'Irlanda a l'autodeterminació, com que Irlanda del Nord seria transferida a la República d'Irlanda des del Regne Unit només si la majoria de la seva població estava a favor d'aquest moviment. També incloïa, com a part de la prospectiva de l'anomenada "dimensió irlandesa", el principi de consentiment que el poble de l'illa d'Irlanda tenia el dret exclusiu de resoldre els problemes entre el Nord i el Sud per consentiment mutu.

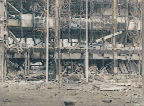
Atemptat de Canary Wharf

L'organització declara un alto el foc el 31 d'agost de 1994 a la mitjanit, on 
| « | reconeix el potencial de la situació actual i a fi i efecte de reforçar el procés de pau democràtic | » |

 començat per la Declaració de Downing Street, i fa una crida a les negociacions. Nogensmenys, sota el nom de Direct Action Against Drugs, el PIRA abat diversos traficants de droga en 1995. En els anys 1990, duu a terme diverses operacions d'aquest estil, i amenaça així molts traficants el 4 i 5 d'octubre del 1991 i executa Martin Cahill. L'IRA Provisional està poc satisfet per l'absència d'avenços en el procés de pau i declara que reprèn les seves operacions militars el 9 de febrer del 1996 a les 17:30 hores «a contra cor». A les 19:01, una bomba esclata al barri de Canary Wharf, a Londres. Nogensmenys, la intensitat dels nous atacs és voluntàriament moderada per no destorbar els progressos del Sinn Féin.

El maig del 1997, el Partit Laborista guanya les eleccions i Tony Blair esdevé Primer Ministre del Regne Unit. Declara la seva voluntat de mantenir negociacions amb els republicans si l'IRA Provisional acorda un nou alto el foc.
| « | Volem una pau permanent i per tant, estem preparats per millorar la recerca d'acords de pau democràtica a través de negociacions reals i inclusives | » |

 El 18 de juliol de 1997 el president del Sinn Féin, Gerry Adams va revelar que ell i Martin McGuinness havien instat la direcció de l'IRA a restablir el cessament de les operacions militars anunciat per primera vegada l'agost de 1994, i el 19 de juliol de 1997 l'organitzacio va confirmar el restabliment de l'alto el foc d'agost de 1994 l'endemà.
El 10 d'octubre de 1997 es va celebrar una Convenció General de l'Exèrcit de l'IRA Provisional a Falcarragh, Comtat de Donegal. A la convenció, el general d'intendència Michael McKevitt, un dels 12 membres del comitè executiu, va denunciar el lideratge i va demanar la fi de l'alto el foc i la participació en el procés de pau. McKevitt va comptar amb el suport de la seva parella i també membre de l'executiu Bernadette Sands McKevitt, però la seva posició van ser superada per la resta del lideratge i van quedar aïllats. La convenció va recolzar la línia favorable a l'alto el foc, i el 26 d'octubre McKevitt i Sands McKevitt van renunciar a l'Executiu juntament amb altres membres.
El novembre de 1997, Michael McKevitt i altres dissidents van celebrar una reunió en una masia a Oldcastle, al comtat de Meath, i es va formar una nova organització, anomenada Óglaigh na hÉireann.
El 10 d'abril del 1998, amb el suport dels principals partits polítics nord-irlandesos, entre els quals el Sinn Féin, els Primers Ministres irlandès i britànic, Bertie Ahern i Tony Blair, signen l'Acord de Divendres Sant. En aquest acord se senten les bases per a un nou sistema de govern a Irlanda del Nord. L'acord, acceptat àmpliament per les poblacions del Nord i del Sud, preveu l'alliberament dels presoners paramilitars i demana als partits «que facin servir tota la seva influència per arribar al decomís de totes les armes paramilitars en un període de deu anys.» 20 dies després de la signatura de l'acord, l'IRA Provisional anuncia que la decisió de desarmar-se és un afer exclusiu de la seva competència, i refusa de deposar les armes.
La qüestió del desarmament ocupa, des del 1995, la taula de negociacions. El Secretari d'Estat per a Irlanda del Nord Patrick Mayhew demana fins i tot la inutilització de les armes dels Provisionals com a pas previ a la participació del Sinn Féin. Malgrat l'acord, l'IRA Provisional veu el seu desarmament com una desfeta militar i tem que no pugui assegurar la defensa dels barris republicans. Fins al 1999, nogensmenys, l'organització entra en contacte amb l'Independent International Commission on Decommissioning (IICD), encarregada de supervisar el desarmament dels paramilitars. El 6 de maig del 2000, l'IRA Provisional promet de «posar completament i de manera verificable les armes de l'IRA fora de servei» mentre que alguns estocs són inspeccionats per la Independent International Commission on Decommissioning durant aquell any i el següent. Però cap arma no ha estat lliurada, la qual cosa provoca la dimissió, l'1 de juliol del 2001, de David Trimble com a Primer Ministre d'Irlanda del Nord. En juliol del 2000, tanmateix, tots els presoners republicans són alliberats.
Després del seu alto el foc de febrer del 1996, els membre de l'IRA Provisional són sospitosos d'estar implicats en els assassinats de traficants de drogues i de dissidents republicans oposats al procés de pau, com ara els de l'IRA Autèntic.
Després dels atemptats de l'11 de setembre de 2001 als Estats Units, que són condemnats, l'IRA provisional decideix de lliurar una part del seu arsenal, un dipòsit confirmat per la Independent International Commission on Decommissioning el 23 d'octubre. El 28 de juliol del 2005, l'IRA Provisional anuncia que posa fi a la seva lluita armada, i declara que només actuarà a través de mitjans exclusivament pacífics El 26 de setembre la Independent International Commission on Decommissioning (IICD) declara haver rebut el conjunt de l'arsenal de l'IRA Provisional.

## Organització

### Estructura
L'estructura de l'IRA Provisional a grans trets, era similar a la de l'IRA, i estava inspirada en la de l'Exèrcit Britànic.

#### Convenció general de l'exèrcit
La General Army Convention (Convenció general de l'exèrcit, GAC) era l'òrgan suprem de decisió de l'IRA Provisional. Aquest òrgan, teòricament, s'havia de reunir cada any (tanmateix, no hi va haver reunions entre 1970 i 1986). El Consell de l'exèrcit prenia les decisions mentre la General Army Convention no es reunís. La General Army Convention estava constituïda pel conjunt de membres de l'Executiu, del Consell de l'exèrcit, del Gran Quarter General, dels comandants i dels delegats de cada brigada. En 1986, aplegava el Consell de l'exèrcit i els delegats de l'Executiu, del Gran Quarter general, del comandaments del Nord i del Sud, de les brigades, batallons i Unitats de servei actiu. La General Army Convention elegia l'Executiu o un comitè que nomenava l'Executiu D'altra banda, ella sola podia decidir el principi o la fi d'una campanya militar.

#### Executiu de l'exèrcit
L'Executiu de l'exèrcit (Army Excutive) era l'òrgan que decidia la línia política directriu de l'IRA Provisional. Els seus membres, fins a un total de 12, o bé de 12 a 16 erenelegits per un comitè triat per la General Army Convention o bé eren directament elegits per la General Army Convention No tenia cap mena de poder de decisió militar, però triava els membres del Consell de l'Exèrcit, del Gran Quarter General i el Cap de l'Estat Major o solament els membres del Consell de l'exèrcit Podia, a més, ordenar la reunió d'una Extraordinary Army Convention (Convenció extraordinària de l'exèrcit).

#### Consell de l'exèrcit
El Consell de l'exèrcit (Army Council) és l'òrgan que dirigia les campanyes militars de l'IRA Provisional. Estava format per 7 membres triats per l'Executiu de l'exèrcit, 4 d'ells pertanyien obligatòriament a l'Executiu. Segons Roger Faligot, el President del Sinn Féin i el Cap de l'Estat Major (nomenat per l'Executiu) en formaven part automàticament. Segons Richard English, el Cap de l'Estat Major no havia de formar part del Consell de l'Exèrcit i era nomenat per ell al mateix temps que els membres del Gran Quarter general.
Amb la creació d'un Comandament nordista a finals de l'any 1976, el seu representant va formar part del Consell de l'exèrcit.
La Independent Monitoring Commission considera que ja no actua de manera lliure des de 2008.

#### Cap de l'Estat Major i el seu Gran Quarter general
Un Cap de l'Estat Major (Chief of Staff) i el seu Gran Quarter general (General Headquarters) s'encarregaven de desenvolupar les operacions militars i l'entrenament dels Volunteers.
El Cap de l'Estat Major era elegit per l'Executiu de l'exèrcit o bé pel Consell de l'exèrcit (en cas no n'havia de formar part.
El Gran Quarter general estava format per sis persones, que podien ser triades pel Cap de l'Estat Major o bé pel Consell de l'exèrcit Quartermaster general (aprovisionament), Adjudant-General (adjunt del Cap de l'Estat Major), Director of Finances (responsable de finances), Director of Training (entrenament), Director of Intelligence (informació), Director of Operations (direcció de les operacions militars).
L'organització en si mateixa ha estat dirigida per diferents Caps de l'Estat Major. Els autors no sempre es posen d'acord sobre les persones que han pogut estar al capdavant de l'IRA Provisional.
| Nom                  | Començament                                      | Final                       | Nota |
| -------------------- | ------------------------------------------------ | --------------------------- | --- |
| Seán Mac Stíofáin    | desembre del 1969, reelegit en setembre del 1970 | 19 novembre 1972 (arrest)   | |
| Joe Cahill           | novembre 1972                                    | març 1973                   | Segons Roger Faligot, Joe B. O'Hagan hauria estat en posició interina mentre Joe Cahill estava a Líbia en 1973. Per a Peter Taylor, Ruairí Ó Brádaigh ja l'havia reemplaçat el desembre del 1972. Insisteix, a més, en la brevetat del mandat. |
| Séamus Twomey        | març 1973                                        | setembre 1973 (arrest)      | Per a Peter Taylor i Robert White, esdevé Cap de l'Estat Major després de l'arrest de Joe Cahill. |
| Éamonn O'Doherty     | setembre 1973                                    | juny/juliol 1974            | |
| Séamus Twomey        | juny/juliol 1974                                 | 3 desembre 1977 (arrest)    | |
| Gerry Adams          | desembre 1977                                    | 18 febrer 1978 (arrest)     | Per a Roger Faligot, Brian Keenan i Martin McGuinness dirigeixen plegats de 1977 a 1979. |
| Martin McGuinness    | 1978-1979                                        | 1982 ·                      | |
| Ivor Bell            | 1982                                             | 1983                        | |
| Kevin McKenna        | 1983                                             | octubre 1997                | |
| Thomas "Slab" Murphy | Octubre 1997                                     | 2005 (Desarmament de l'IRA) | Segons Roger Faligot, va ser reemplaçat per un "nordista" membre del Consell de l'exèrcit potser Brian Keenan. |

Des de la reorganització de l'IRA Provisional en la segona meitat de la dècada de 1970, l'estructura del comandament es completa amb dos òrgans: el Northern Command (establert sobre Irlanda del Nord i els comtats irlandesos de Louth, de Cavan, de Monaghan, de Leitrim i de Donegal) és responsable de les operacions militars, mentre que el Southern Command s'ocupava de la logística.
El PIRA conservava la divisió de les seves tropes en brigades, heretada de l'IRA. A causa del nombre limitat de membres, en total disposava de tres brigades: les de Belfast, Derry i del Sud d'Armagh. Les Unitat de servei actiu (Active service units, ASU) o companyies eren la subdivisió de les brigades, però també les unitats de base a les zones on no hi havia brigades, que a partir d'uns efectius de fins a 20 membres, des de la fundació de l'IRA Provisional es dividien en petites cèl·lules de tres o quatre Volunteers durant els anys 1970.

### Armament
L'arsenal de l'IRA Provisional està compost de carrabines M1), fusells d'assalt (AK-47, AR-15, AKM, M16), de subfusells (M3A1 Grease gun), de metralladores (FN MAG, DShK, Saco M60), de llança-granades RPG-7, de míssils terra-aire 9K32 Strela-2, de llança-flames LPO-50, d'armes curtes (pistoles Taurus, revolvers Webley .455), de fusells de precisió Barrett M82 diverses tones d'explosiu Semtex. Es forneixen principalment als Estats Units i a Líbia; en el transcurs del conflicte, el PIRA desenvolupa un savoir-faire en la construcció d'armament artesanal, i fabrica explosius a base de fertilitzant i benzina o fins i tot morters, com ara els utilitzats per a l'atac al 10 de Downing Street en 1991.
El Jane's Information Group estima que el desarmament de l'IRA Provisional per part de l'Independent International Commission on Decommissioning representa un total de 1000 fusells de tota mena, de 20 a 30 metralladores pesades, 90 armes cartes, més de 100 granades, 2 tones de Semtex, així com 1200 detonadors. Per a la Independent Monitoring Commission, amb data de 26 d'abril del 2006, les possibles armes que encara posseiria l'IRA ja no estarien sota el control del comandament de l'organització, sinó més aviat en mans d'unitats dissidents.

### Efectius i suport
Els efectius exactes de l'IRA Provisional, pel fet del seu aspecte clandestí, són difícils d'estimar. Després de la seva escissió amb l'Official Irish Republican Army, no aglutinaria menys de 500 Volunteers. El 1971, l'estimació baixa de l'exèrcit britànic dona entre 500 i 1300 Volunteers; Roger Faligot considera que l'organització tindria llavors un 2500 membres actius i 3000 membres en reserva, la qual cosa constituiria el seu apogeu en termes d'efectius Per a l'exèrcit britànic, al voltant de 10.000 persones estarien implicades amb el PIRA entre 1969 i 1972. Després de la seva reorganització de finals dels anys 1970, aplegaria entre 1500 i 2000 membres actius, al voltant d'un nucli dur de 200, així com 3000 simpatitzants. En els anys 1980, les estimacions varien d'algunes desenes a alguns centenars de membres actius; l'òrgan del Sinn Féin, An Phoblacht, dona en 1988 la xifra d'una trentena de membres actius i al voltant de 500 en reserva.
A principis dels anys 1970, la població catòlica d'Irlanda del Nord dona suport i abastament a l'IRA Provisional, protecció segons ella contra les forces de seguretat britàniques i els lleialistes. D'altra banda, el Sinn Féin, considerat com la seva branca política, obté bons resultats electorals a partir dels anys 1980.